# Kuilua loveni
Kuilua loveni is een keversoort uit de familie halstandhaantjes (Megalopodidae). De wetenschappelijke naam van de soort werd in 1926 gepubliceerd door Julius Weise.